# Equisetum pratense
Equisetum pratense là một loài dương xỉ trong họ Equisetaceae. Loài này được Ehrh. mô tả khoa học đầu tiên năm 1784.

## Hình ảnh

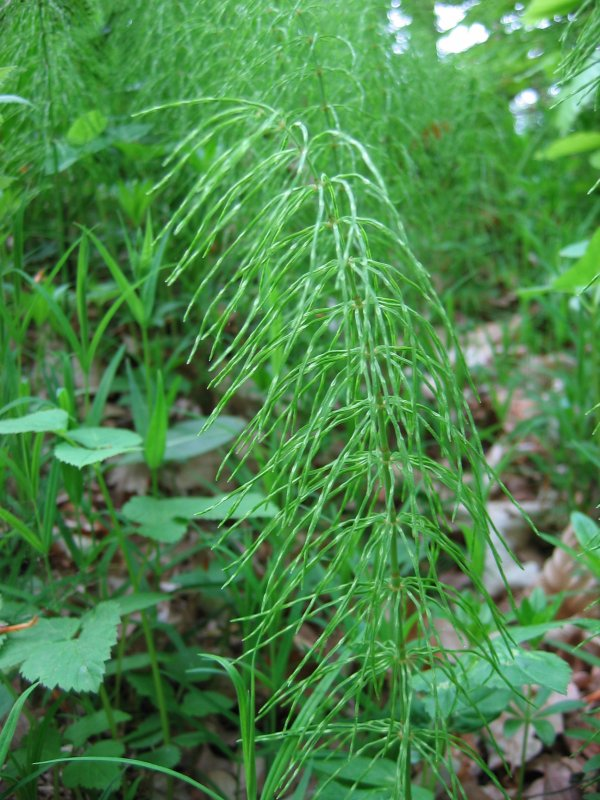
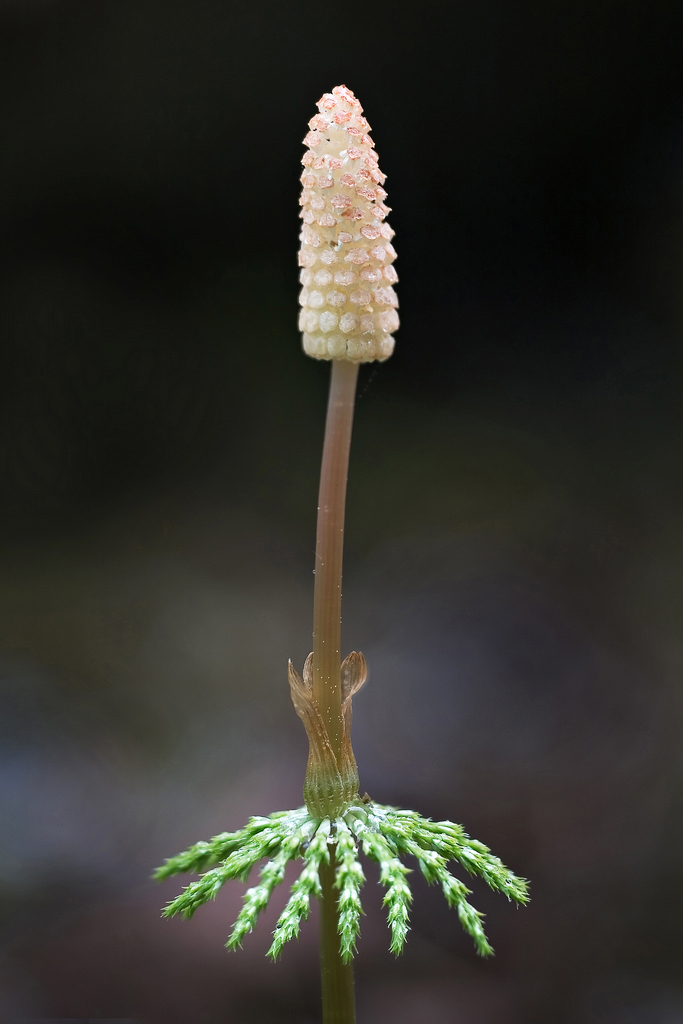
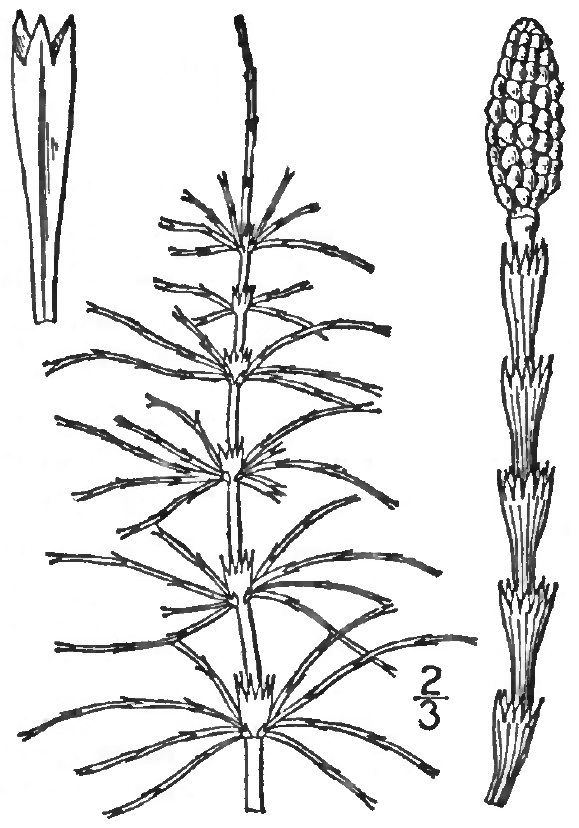
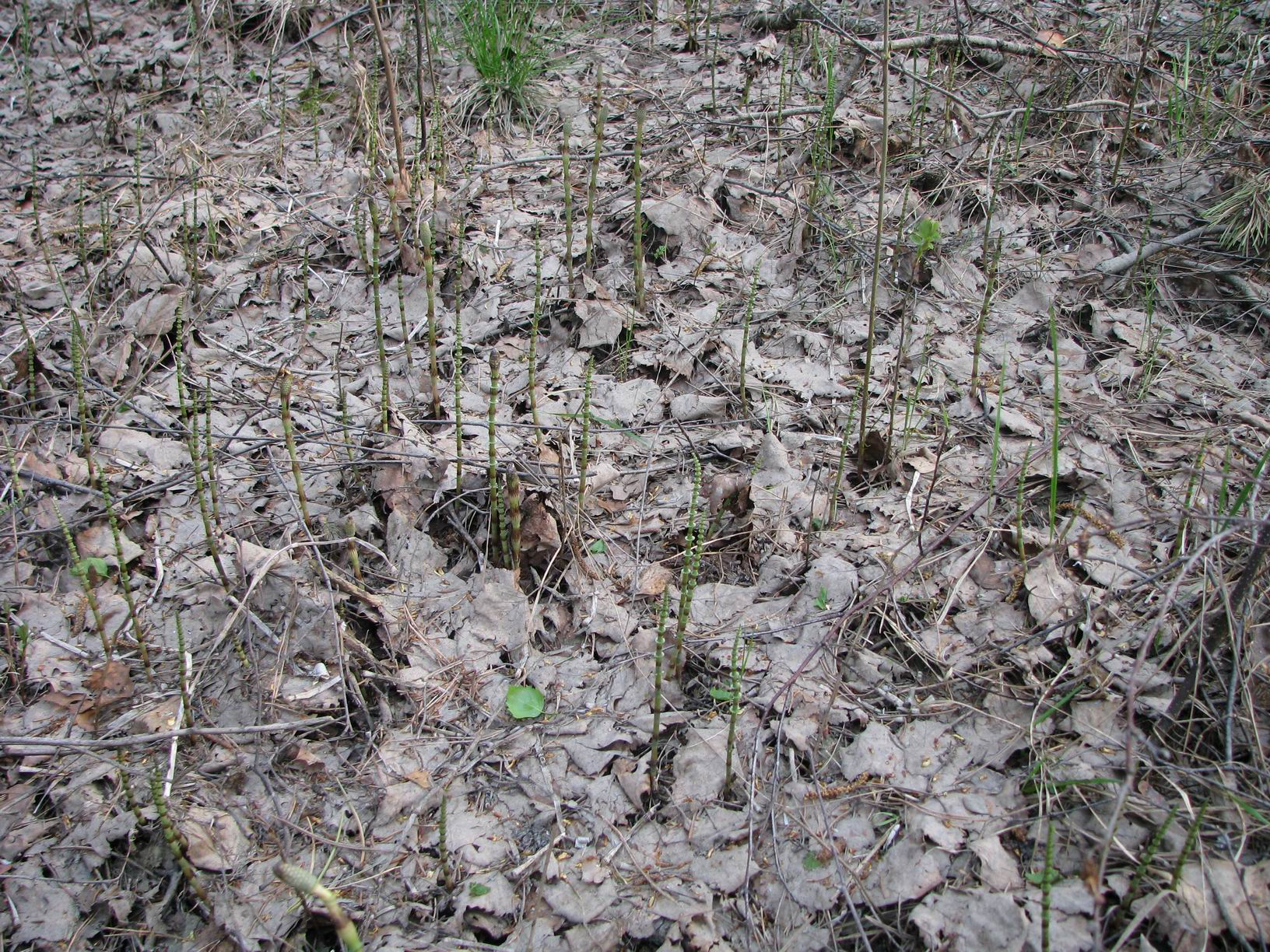